# 赵海宸
赵海宸（1987年10月13日—），黑龙江密山人，乐视体育《新吐槽运动》栏目主持人。2010年毕业于中国传媒大学南广学院本科。

## 生平
1987年，赵海宸出生在黑龙江省中俄边陲小镇，父母都是农垦职工。从小赵海宸喜欢模仿广告里的配音，对电视节目很感兴趣。10岁时因为父母工作变动，赵海宸来到秦皇岛生活，在少年宫学习朗诵和表演。高三时参加艺考，专业排名全国第九。在大学期间对体育，尤其是足球解说产生浓厚兴趣。2010年毕业后到优酷体育频道担任编辑和节目策划，配音，并创建品牌节目吐槽运动。2012年在山东体育频道参加解说员比赛，获得最佳评论奖。同年加盟CSPN，担任英超，德甲解说员。2013年起在乐视体育担任解说员，主持人。

## 节目
- 2010年在优酷创建大话体育节目。
- 2013年更名为吐槽运动。
- 2017年更名为新吐槽运动

## 工作经历
- 2010年毕业后到优酷网体育频道担任编辑和节目策划，配音，并创建品牌节目吐槽运动（前身是大话体育）。
- 2012年加盟CSPN，担任英超，德甲解说员。
- 2013年起在乐视体育担任解说员，主持人。

## 奖项
- 2012年在山东体育频道参加解说员比赛，获得最佳评论奖。[1]